# Heuberg-Allgäu-Weg

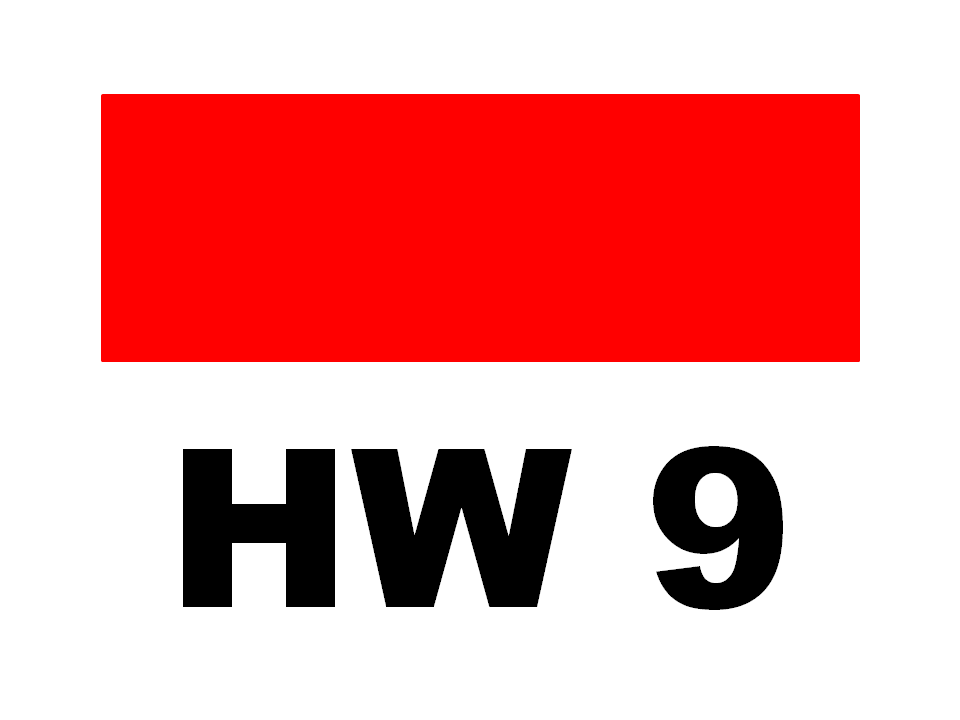
Wegzeichen des HW 9

Der Heuberg-Allgäu-Weg ist der Hauptwanderweg 9 (HW 9) des Schwäbischen Albvereins. Mit einer Gesamtlänge von 185 Kilometern verläuft er von Spaichingen bis auf den Schwarzen Grat und führt dabei von der westlichen Schwäbischen Alb über Oberschwaben und den Bodensee bis zum Württemberger Allgäu.

## Markierung
Der Weg ist, nach dem Schema der Hauptwanderwege des Schwäbischen Albvereins, mit einem roten Querbalken auf weißem Hintergrund markiert. Meist, aber nicht immer, findet sich die Bezeichnung „HW 9“ in schwarzer Farbe unter- oder oberhalb des Balkens.

## Wegverlauf

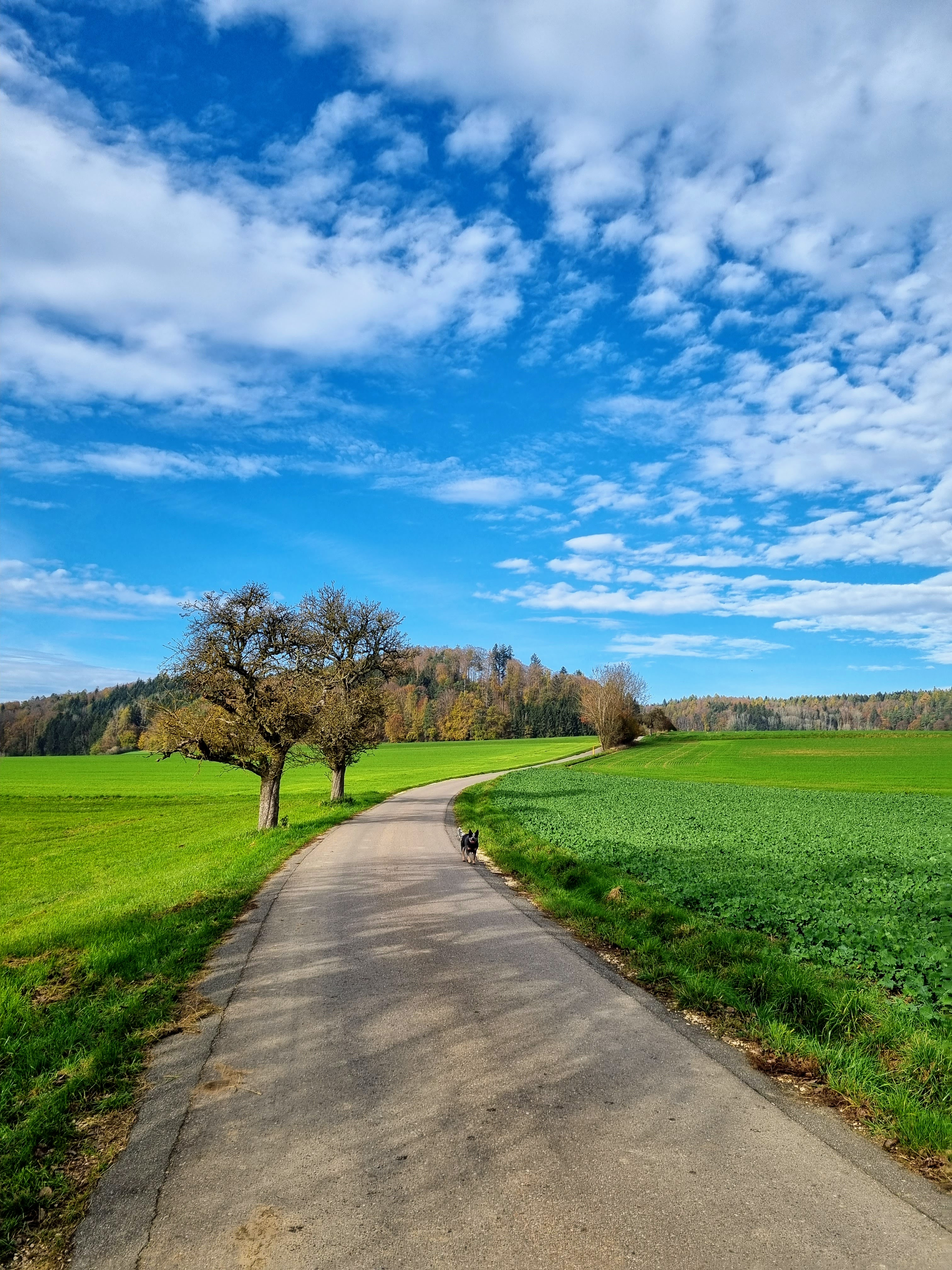
Der HW 9 nördlich von Stockach

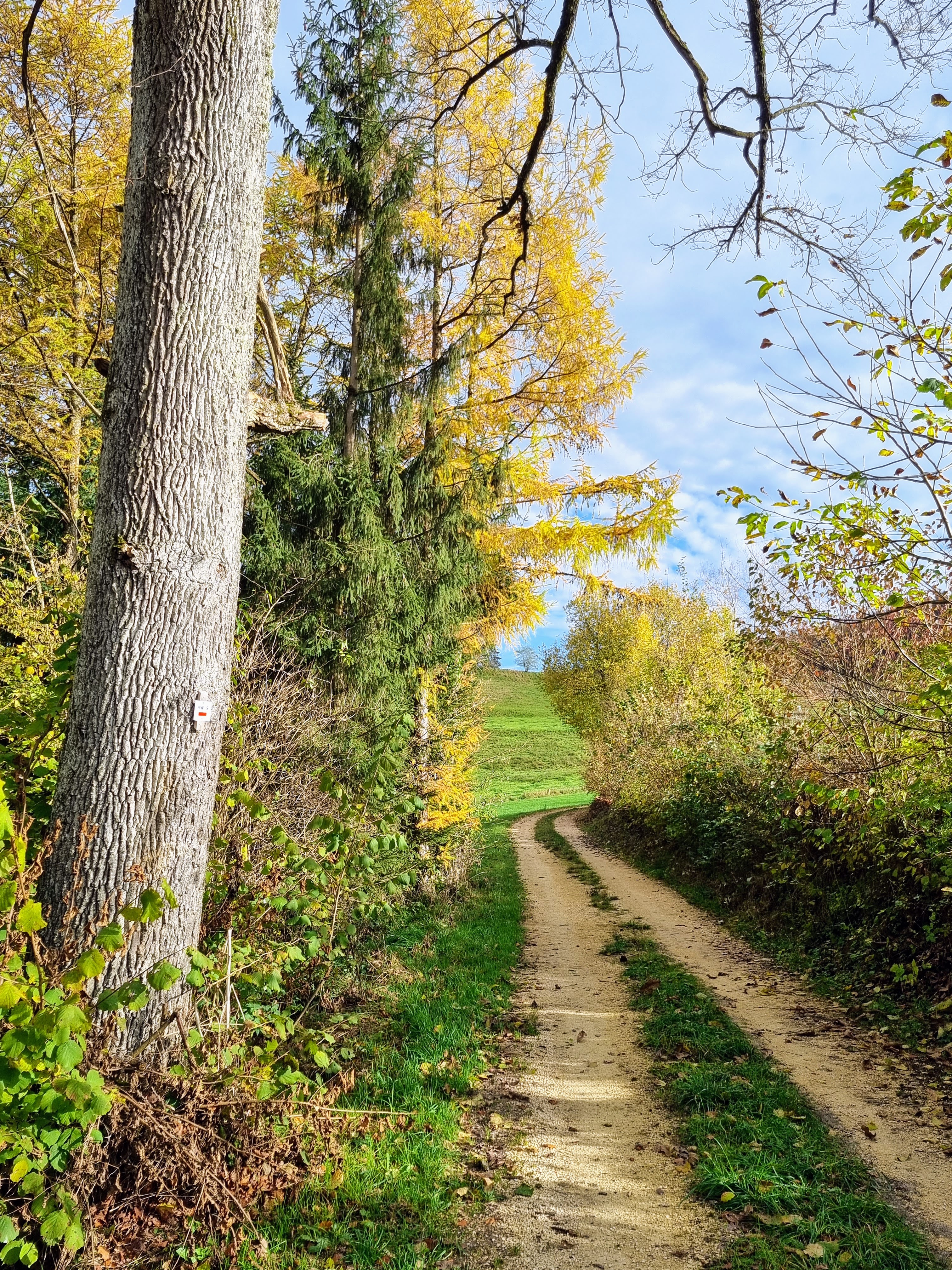
Der HW 9 südlich von Hoppetenzell

Der Heuberg-Allgäu-Weg beginnt in Spaichingen und führt auf den Dreifaltigkeitsberg. Von dort aus geht es über den Großen Heuberg, das einsame Hochland im äußersten Südwesten der Schwäbischen Alb, nach Nendingen an der Donau. Der Wanderer erreicht über Neuhausen ob Eck und Gallmannsweil die Stadt Stockach im Hegau. Nun zieht der Weg über die Höhen oberhalb des Überlinger Sees und erreicht in Überlingen das Ufer des Bodensees.
Der Hauptwanderweg 9 folgt nun für eine längere Strecke dem Nordufer des Sees. Meersburg, Immenstaad und Friedrichshafen sind wichtige Stationen. Bei Eriskirch verlässt der Weg den See und führt nach Tettnang.
Nun geht es durch das Württemberger Allgäu weiter. Über Wangen und Isny kommt man schließlich auf den Schwarzen Grat, mit 1.118 m Höhe der höchste Berg des früheren Landes Württemberg, wo der Heuberg-Allgäu-Weg endet.

### Etappen
Der Heuberg-Allgäu-Weg kann in elf Etappen begangen werden:
1. Spaichingen – Ursental – Nendingen, 14 Kilometer
2. Nendingen – Neuhausen ob Eck, 9 Kilometer
3. Neuhausen ob Eck – Gallmannsweil – Hoppetenzell – Stockach, 18 Kilometer
4. Stockach – Hödingen, 13 Kilometer
5. Hödingen – Überlingen – Unteruhldingen, 15 Kilometer
6. Unteruhldingen – Meersburg – Hagnau – Immenstaad – Friedrichshafen, 23 Kilometer Flachetappe
7. Friedrichshafen – Eriskirch – Tettnang, 16 Kilometer
8. Tettnang – Jägerweiher – Ebersberg, 13 Kilometer
9. Ebersberg – Wangen im Allgäu, 11 Kilometer
10. Wangen im Allgäu – Siggen, 12 Kilometer
11. Siggen – Isny – Schwarzer Grat, 17 Kilometer

## Sehenswürdigkeiten am Wege
- Landschaftliche Gegensätze zwischen der einsamen Südwestalb, dem lebhaften Bodenseebecken und dem voralpinen Allgäu
- Sehenswerte Städte: Spaichingen, Stockach, Überlingen, Meersburg, Friedrichshafen, Tettnang, Wangen und Isny
- Stationen der Oberschwäbischen Barockstraße: Wallfahrtskirche Birnau und Kloster Hofen bei Friedrichshafen.